# Fachkraft für Lederherstellung und Gerbereitechnik

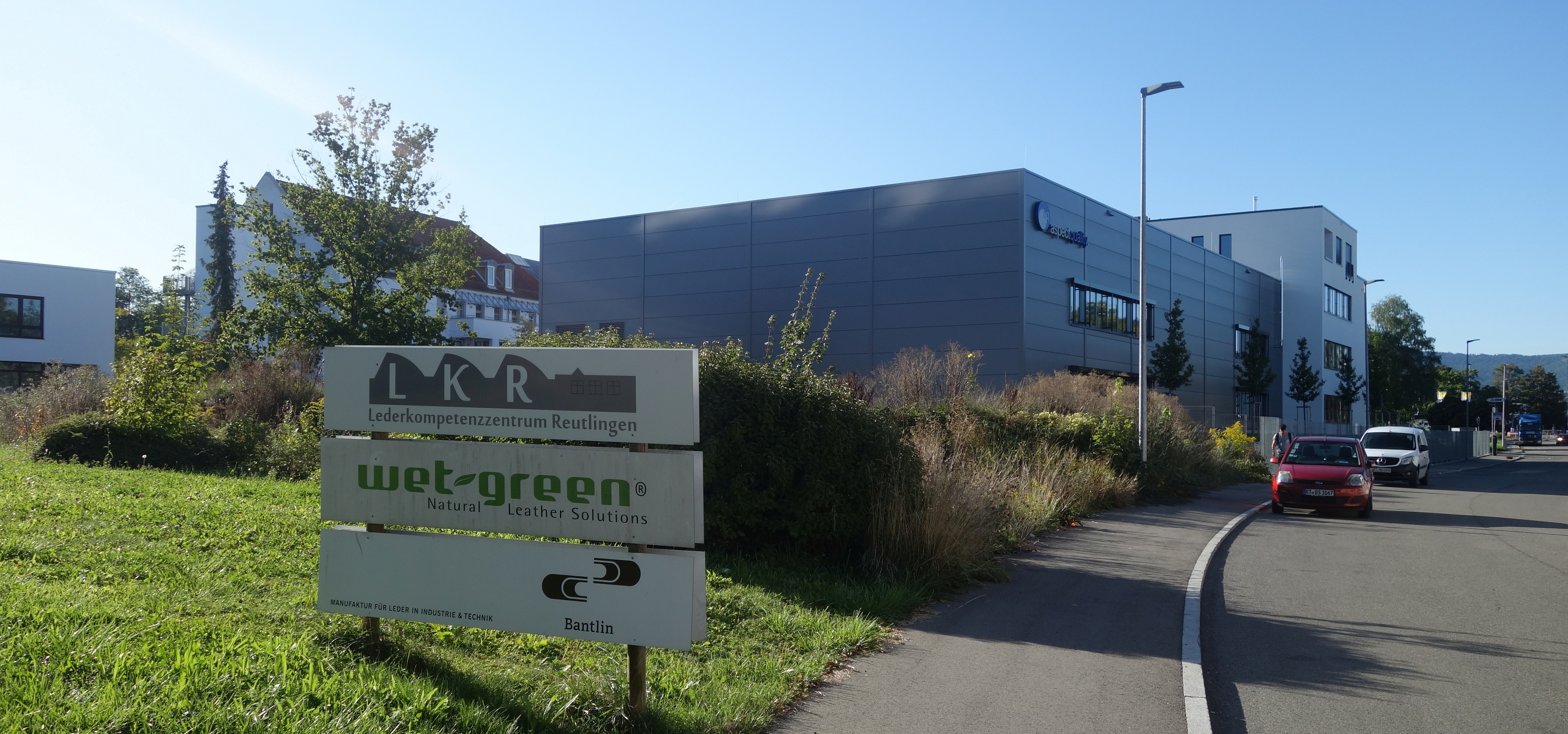
Lederkompetenzzentrum Reutlingen

Die Fachkraft für Lederherstellung und Gerbereitechnik ist ein staatlich anerkannter Ausbildungsberuf nach dem Berufsbildungsgesetz (BBiG). Die Bezeichnung ersetzt den Ausbildungsberuf Gerber und dessen veralteten Ausbildungsvorschriften aus dem Jahr 1891.
Die Dauer der Ausbildung beträgt drei Jahre. Sie erfolgt an den Lernorten Betrieb und Berufsschule.

## Arbeitsgebiet
Fachkräfte für Lederherstellung und Gerbereitechnik arbeiten in Unternehmen der Lederindustrie und in Handwerksbetrieben. Dort stellen sie Leder für Sattelwaren, Bekleidung, Sportgeräte, aber auch Auto- und Möbelleder sowie Schuhleder her. Sie finden auch Beschäftigung in Betrieben, die chemische Hilfsmittel für die Gerberei produzieren.

## Berufliche Qualifikationen

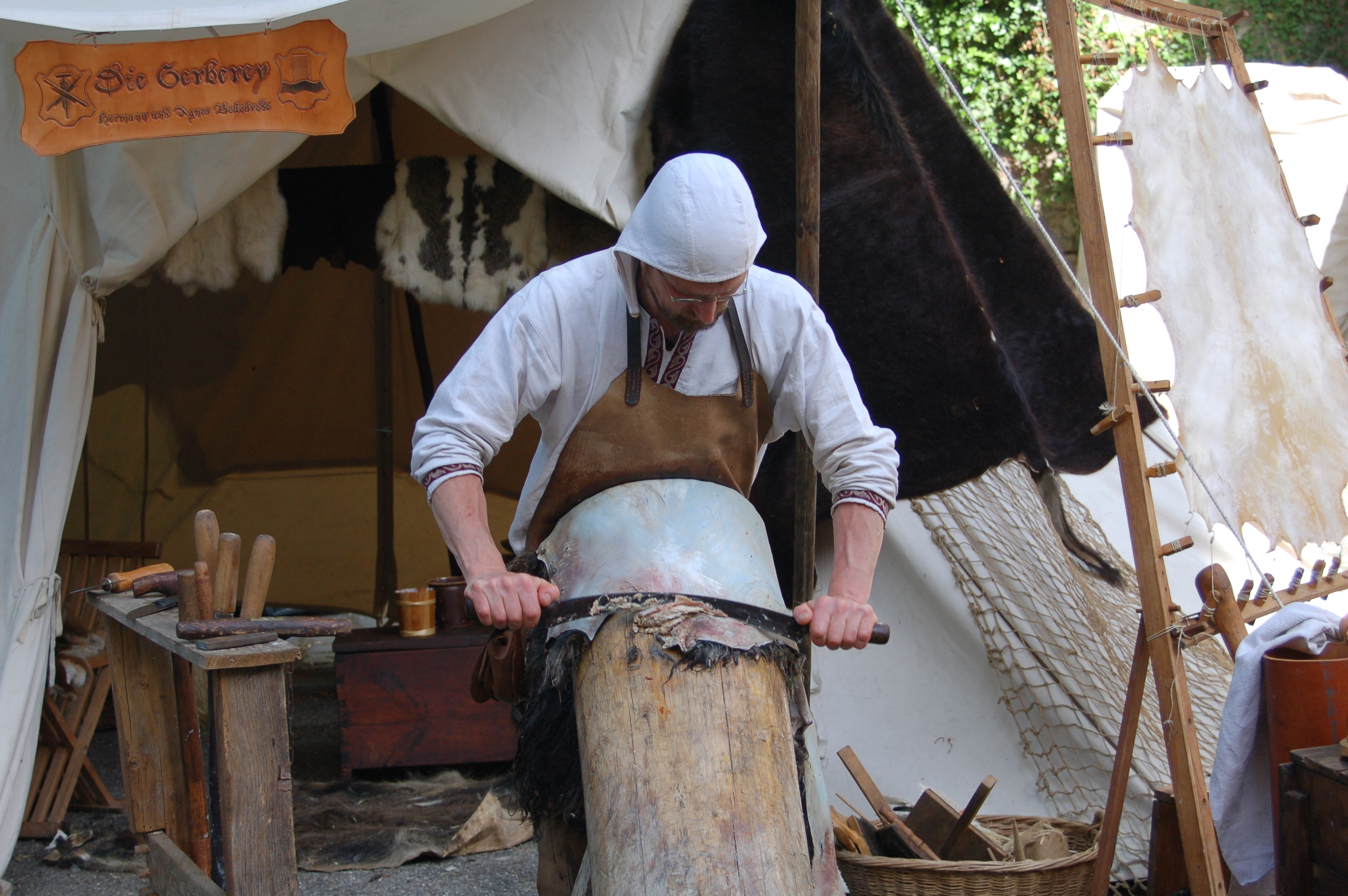
Historischer Gerber auf einem Handwerkermarkt

Fachkräfte für Lederherstellung und Gerbereitechnik stellen Leder durch das Gerben tierischer Haut her. Dafür nutzen sie unterschiedliche Zurichtungsmethoden. Zuvor beurteilen sie die Qualität der angelieferten Rohware und sortieren sie für die weitere Bearbeitung ein.
Bei der Herstellung des Leders fallen kollagene Nebenprodukte an. Diese werden von den Fachkräften zur Weiterverarbeitung, etwa zu Gelatine, vorbereitet. Das produzierte Leder wird anschließend entsprechend dem Bedarf gefärbt, neutralisiert und getrocknet. Falls gewünscht, werden mechanische Verfahren eingesetzt, die das Leder weicher machen oder es verdichten. Fachkräfte für Lederherstellung und Gerbereitechnik sind in der Lage, die Qualität von Leder zu beurteilen und es in Qualitätsklassen einzuteilen. Sie führen dazu haptische und visuelle Prüfungen durch.